# Kate O’Brien (Sportlerin)
Kate O’Brien (* 23. Juli 1988 in Calgary) ist eine kanadische Bob- und Bahnradsportlerin. Seit 2020 startet sie im Paracycling.

## Sportliche Laufbahn
Kate O’Brien begann ihre sportliche Laufbahn 2010 als Bobfahrerin unter Trainer Quin Sekulich. 2011 startete sie erstmals im Bob-Europacup im Zweierbob als Bremserin von Pilotin Jenny Ciochetti sowie im Viererbob. Nachdem sie im Vierbob beim Weltcup von Altenberg im Dezember 2011 als Elfte ein gutes Resultat mit ihren Teamkolleginnen erreicht hatte, bekam sie schließlich 2012 einen festen Platz im Nationalteam von Trainer Tom De-La-Hunty. 2013 startete sie mit Ciochetti bei der Bob-Weltmeisterschaft, die sie als 18. beendeten, fiel aber anschließend aufgrund einer Verletzung aus, so dass sie sich nicht für die Olympischen Winterspiele in Sotschi qualifizieren konnte. Zurück zur Saison 2014/15 gelang ihr nach einem Sieg beim North American Cup im November vier Wochen später als Dritte in Calgary ihr erstes Weltcup-Podium. Bei den Bob-Weltmeisterschaften 2015 in Winterberg verpasste sie im Mixed-Team-Wettbewerb als Vierte nur knapp eine Medaille.
Parallel zu diesen sportlichen Aktivitäten besuchte O’Brien ein Trainingscamp des kanadischen Radsportverbandes Cycling Canada, wo sie so gute Resultate erzielte, dass sie zu einem weiteren Training im Velodrom von Los Angeles eingeladen wurde. Schon im September 2014 debütierte sie im Alter von 26 Jahren als Bahnradsportlerin bei den Panamerikanischen Meisterschaften und belegte jeweils den fünften Platz im Keirin sowie im Teamsprint (mit Monique Sullivan). In der Wintersaison 2014/15 startete sie sowohl bei den Weltcups und den Weltmeisterschaften im Bahnradsport als auch im Bob.
Bei den Panamerikaspielen 2015 in Toronto errang Kate O’Brien zwei Medaillen, eine goldene mit Sullivan im Teamsprint und eine silberne im Sprint, wo sie gegen Sullivan im Finale verlor. Bei den UCI-Bahn-Weltmeisterschaften 2016 in London wurde sie Sechste im Sprint.
2016 wurde O’Brien für Starts im Teamsprint, Sprint und Keirin bei den Olympischen Spielen in Rio de Janeiro nominiert. Im Sprint belegte sie Rang 14, im Keirin Rang 13. Im Teamsprint wurde sie gemeinsam mit Monique Sullivan Achte. Im Jahr darauf erlitt sie bei einem Trainingssturz auf dem Freiluft-Radrennbahn in Calgary schwere Kopfverletzungen. Sie benötigte zweieinhalb Jahre, um von den Verletzungen zu genesen, blieb aber körperlich eingeschränkt.
2020 startete Kate O’Brien bei den Paracycling-Bahnweltmeisterschaften in Milton in der Kategorie C4. Dabei stellte sie im 500-Meter-Zeitfahren mit 35,223 Sekunden einen neuen Weltrekord auf. Bei den Sommer-Paralympics in Tokio errang sie in dieser Disziplin (C4-5) die Silbermedaille. 2022 wurde sie Vize-Weltmeisterin im Zeitfahren.

## Erfolge im Radsport
2014
- Kanadische Meisterin – Teamsprint (mit Monique Sullivan)

2015
- Panamerikaspiele – Teamsprint (mit Monique Sullivan)
- Panamerikaspiele – Sprint
- Kanadische Meisterin – 500-Meter-Zeitfahren, Teamsprint (mit Monique Sullivan)
- Panamerikanische Meisterschaften – Teamsprint (mit Monique Sullivan)

2021
- Sommer-Paralympics – Zeitfahren (C4-5)

2022
- Paracycling-Bahnweltmeisterschaft – Zeitfahren

2024
- Sommer-Paralympics – Zeitfahren (C4-5)